# Communauté urbaine Marseille Provence Métropole
Die Communauté urbaine Marseille Provence Métropole (MPM) ist ein ehemaliger französischer Gemeindeverband mit der Rechtsform einer Communauté urbaine im Département Bouches-du-Rhône in der Region Provence-Alpes-Côte d’Azur. Er wurde am 7. Juli 2000 gegründet und umfasste 18 Gemeinden. Der Verwaltungssitz befand sich in der Stadt Marseille.
Mit Wirkung vom 1. Januar 2016 wurde der Gemeindeverband in die neu gegründete Métropole d’Aix-Marseille-Provence integriert.

## Ehemalige Mitgliedsgemeinden
1. Allauch
2. Carnoux-en-Provence
3. Carry-le-Rouet
4. Cassis
5. Ceyreste
6. La Ciotat
7. Châteauneuf-les-Martigues
8. Ensuès-la-Redonne
9. Gémenos
10. Gignac-la-Nerthe
11. Marignane
12. Marseille
13. Plan-de-Cuques
14. Roquefort-la-Bédoule
15. Le Rove
16. Saint-Victoret
17. Sausset-les-Pins
18. Septèmes-les-Vallons